# Herb gminy Jabłoń
Herb gminy Jabłoń – jeden z symboli gminy Jabłoń, ustanowiony 15 grudnia 1997.

## Wygląd i symbolika
Herb przedstawia na tarczy dzielonej w pas w polu górnym złotym zieloną jabłoń z owocami, a w polu dolnym czerwonym czarnego orła zwróconego w prawo ze złotym dziobem i niebieską tarczą na piersi, na której złota podkowa barkiem w dół i krzyż kawalerski. Jest to nawiązanie do nazwy gminy oraz rodu Połubińskich herbu Jastrzębiec.